# Viên Tuyền
Viên Tuyền (tiếng Trung: 袁泉, tiếng Anh: Yolanda Yuan Quan, sinh ngày 16 tháng 10 năm 1977) là một nữ diễn viên kiêm ca sĩ người Trung Quốc. Sinh ra trong một gia đình người gốc Hồi, cô từng tốt nghiệp tại Học viện Hý kịch Trung ương và bắt đầu sự nghiệp của mình vào năm 1999.
Không chỉ sở hữu giọng hát đầy truyền cảm của mình, cô còn được khán giả biết đến khi đã tham gia các vai diễn trong các bộ phim như Nửa đời trước của tôi, Shanghai Rumba, Breakup Buddies, Huyết chiến, Chuyến bay sinh tử và Bác sĩ Trung Quốc. Cô đã từng giành ba giải Kim Kê và ba giải Bách Hoa ở hạng mục diễn xuất. 

## Đời tư
Ngày 30 tháng 8 năm 2009, Viên Tuyền đã chính thức kết hôn với nam diễn viên Hạ Vũ. Cô đã hạ sinh con đầu lòng vào ngày 31 tháng 3 năm 2010.

## Danh sách phim

### Phim điện ảnh
| Năm  | Phim                         | Tên tiếng Trung  | Vai diễn        | Chú thích     |
| ---- | ---------------------------- | ---------------- | --------------- | ------------- |
| 1998 | Rhapsody of Spring           | 春天的狂想       | Zhou Xiaomei    |               |
| 1998 | Once Upon a Time in Shanghai | 上海纪事         | Li Huirong      |               |
| 2000 | A Love of Blueness           | 蓝色爱情         | Liu Yun         |               |
| 2000 | If I Lose You                | 如果没有爱       |                 |               |
| 2002 | Pretty Big Feet              | 美丽的大脚       | Xia Yu          |               |
| 2003 | The Law of Romance           | 警察有约         | Eyes partner    | Khách mời     |
| 2004 | Waiting Alone                | 独自等待         | Xiao Mi         | [ 9 ]         |
| 2006 | Shanghai Rumba               | 上海伦巴         | Wan Yu          | [ 10 ]        |
| 2009 | Like a Dream                 | 如梦             | Yi Ling / Yi Yi | [ 11 ]        |
| 2010 | My Ex-wife's Wedding         | 跟我的前妻谈恋爱 | Yu Xiaohong     | [ 12 ]        |
| 2012 | Thủ lĩnh cuối cùng           | 大上海           | Ye Zhiqiu       | [ 13 ]        |
| 2013 | Cuộc chiến á phiện           | 扫毒             | Yuan Ke'er      | [ 14 ]        |
| 2014 | Breakup Buddies              | 心花路放         | Kang Xiaoyu     |               |
| 2014 | The Continent                | 后会无期         | Liu Yingying    |               |
| 2014 | Thời đại hoàng kim           | 黄金时代         | Mei Zhi         | [ 15 ]        |
| 2015 | Đổ thành phong vân 2         | 澳门风云2        | Xiao Ma's wife  | [ 16 ]        |
| 2016 | Huyết chiến                  | 危城             | Châu Tố Tố      | [ 17 ]        |
| 2016 | The Wasted Times             | 罗曼蒂克消亡史   | Miss Wu         | [ 18 ]        |
| 2019 | The Composer                 | 音乐家           |                 | [ 19 ]        |
| 2019 | Chuyến bay sinh tử           | 中国机长         | Bi Nan          | [ 20 ]        |
| 2020 | English                      | 英格力士         |                 | [ 21 ]        |
| 2020 | Lost in Russia               | 囧妈             |                 | [ 22 ]        |
| 2020 | Fengshen Trilogy             | 封神三部曲       | Empress Jiang   | [ 23 ]        |
| 2021 | Bác sĩ Trung Quốc            | 中国医生         | Wen Ting        | [ 24 ] [ 25 ] |

### Phim truyền hình
| Năm  | Phim                          | Tên tiếng Trung | Vai diễn      | Chú thích |
| ---- | ----------------------------- | --------------- | ------------- | --------- |
| 2001 |                               | 青春不解风情    | Bai Ling      |           |
| 2001 |                               | 爱情滋味        | Zhao Chen     | [ 26 ]    |
| 2002 |                               | 吕布与貂蝉      | Dong Yuan     | [ 27 ]    |
| 2002 | The Ripple                    | 旋涡            | Xiang Duo     | [ 28 ]    |
| 2002 | Love & Sword                  | 有情鸳鸯无情剑  | Yuan Juan     | [ 29 ]    |
| 2003 |                               | 生命因你而美丽  | Xia Lan       |           |
| 2004 |                               | 天剑群侠        | Xian Zi Lu Mu |           |
| 2004 | The Edge of Love              | 爱在边缘        | Jiang Xinyue  | [ 30 ]    |
| 2005 | Perfect                       | 完美            | Bai Xuan      |           |
| 2005 | Tiểu Ngư Nhi và Hoa Vô Khuyết | 小鱼儿与花无缺  | Tô Anh        | [ 31 ]    |
| 2006 | Perfect Summer                | 完美夏天        | Xin Yu        | [ 32 ]    |
| 2006 | Romance in the White House    | 白屋之恋        | Yang Lan      | [ 33 ]    |
| 2007 |                               | 烈爱            | Ying Ai       |           |
| 2007 | Flower                        | 花之恋          | Wang Jialin   | [ 34 ]    |
| 2008 | Indanthrene                   | 阴丹士林        | Lin Ruijia    | [ 35 ]    |
| 2014 | Walking on the Blade          | 锋刃            | Mo Yanping    | [ 36 ]    |
| 2017 | Nửa đời trước của tôi         | 我的前半生      | Tang Jing     |           |
| 2017 | Blue Sea Ambition             | 碧海雄心        | Lin Yue       | [ 37 ]    |
| 2018 | Entering a New Era            | 风再起时        | He Xiaoying   | [ 38 ]    |
| 2019 | Joy of Life                   | 庆余年          | Ye Qingmei    | Khách mời |
| 2019 | The Best Partner              | 精英律师        |               | Khách mời |
| 2021 | Lưu Kim Tuế Nguyệt            | 流金岁月        | Xia Qian      | [ 41 ]    |
| TBA  | Challenges at Midlife         | 落花时节        | Ning Yu       | [ 42 ]    |